# Deeper and Deeper
Singles de Madonna
Erotica
(1992) Bad Girl
(1993)
Pistes de Erotica
Bye Bye Baby
(3) Where Life Begins
(5)
Deeper and Deeper est le deuxième extrait de l'album Erotica de Madonna.

## Information sur le titre
Cette chanson vient après le single Erotica. Les paroles de cette chanson contiennent des bouts de Barry White et la sonorité contient un sample d'un de ses grands succès, Vogue. Dans une interview en 2010, Shep Pettibone, qui a co-produit l'album avec elle, parle de l'enregistrement de la chanson, qu'il décrit comme chaotique. Il s'explique :
''Le milieu de la chanson ne fonctionnait pas. Nous avons essayé de nombreux changements et ponts, mais rien ne fonctionnait. Finalement, Madonna voulait que le milieu ait une guitare flamenco grattant gros. Je n'étais pas très chaud à l'idée de prendre une chanson House et de mettre La Isla Bonita au milieu. Mais c'est ce qu'elle voulait, donc elle l'a obtenu.''

## Vidéoclip
La vidéo dirigée par Bobby Woods a été tournée les 7 et 8 novembre 1992 au studio Ren-Mar et au Roxbury nightclub à Hollywood en Californie. En hommage à Andy Warhol, la vidéo fut filmée dans le même style que l'artiste auparavant.
Filmée en alternance en noir et blanc et en couleur, Madonna joue le rôle de Edie Sedgwick se rendant au Roxbury avec des ballons roses, peu à peu, les ballons crèvent les uns après les autres et la chanteuse est forcée de gagner la sortie afin de mettre les ballons restants hors d'atteinte, on peut remarquer la présence de Debi Mazar (Papa don't Preach, True Blue et Music), la réalisatrice Sofia Coppola, l'acteur Udo Kier déjà présent lors de la réalisation du Sex Book, Holly Woodlawn, l'acteur de films porno Joey Stefano et Chi Chi LaRue.
- Directeur : Bobby Woods
- Producteur : Eric Liekefet
- Producteur exécutif : Bobby Woods
- Directeur de la photographie : Michael Bernard
- Montage : Bob Jenkis
- Compagnie productrice : Heart x Coffee Cup = Lightning

## Versions
- Album Version (5:33)
- Album Edit (4:54)
- 7" edit (4.54)
- David Morales Classic Klub Mix (7:38)
- David's radio edit
- David's Klub Edit
- David's Deeper Dub (5:22)
- David's Love Dub (5:39)
- David's Classic 12" (7:02)
- Momo's Fantasy (2:55)
- Shep Pettibone Deep Makeover Edit
- Shep's Deep Makeover Mix (9:06)
- Shep's Deepstrumental (5:31)
- Shep's Bonus Beats
- Shep's Deep Beats (2:57)
- Shep's Fierce Deeper Dub (6:01)
- Shep's Deeper Dub (6:08)
- Shep's Classic 12" (7:25)
- Shep's Deep Bass Dub (5:00)